# Schnaidt (Kressbronn)
Schnaidt ist ein Weiler der baden-württembergischen Gemeinde Kressbronn im Bodenseekreis in Deutschland.

## Lage
Schnaidt liegt rund zweieinhalb Kilometer südwestlich der Kressbronner Ortsmitte. Im Norden befindet sich der Ortsteil Gohren, westlich der größte Campingplatz am Bodensee und das „Baggerloch“ mit der „Ultramarin – Die Meichle & Mohr Marina“, östlich der Ortsteil Tunau, und im Süden bildet der Bodensee die natürliche Grenze.

## Verkehr

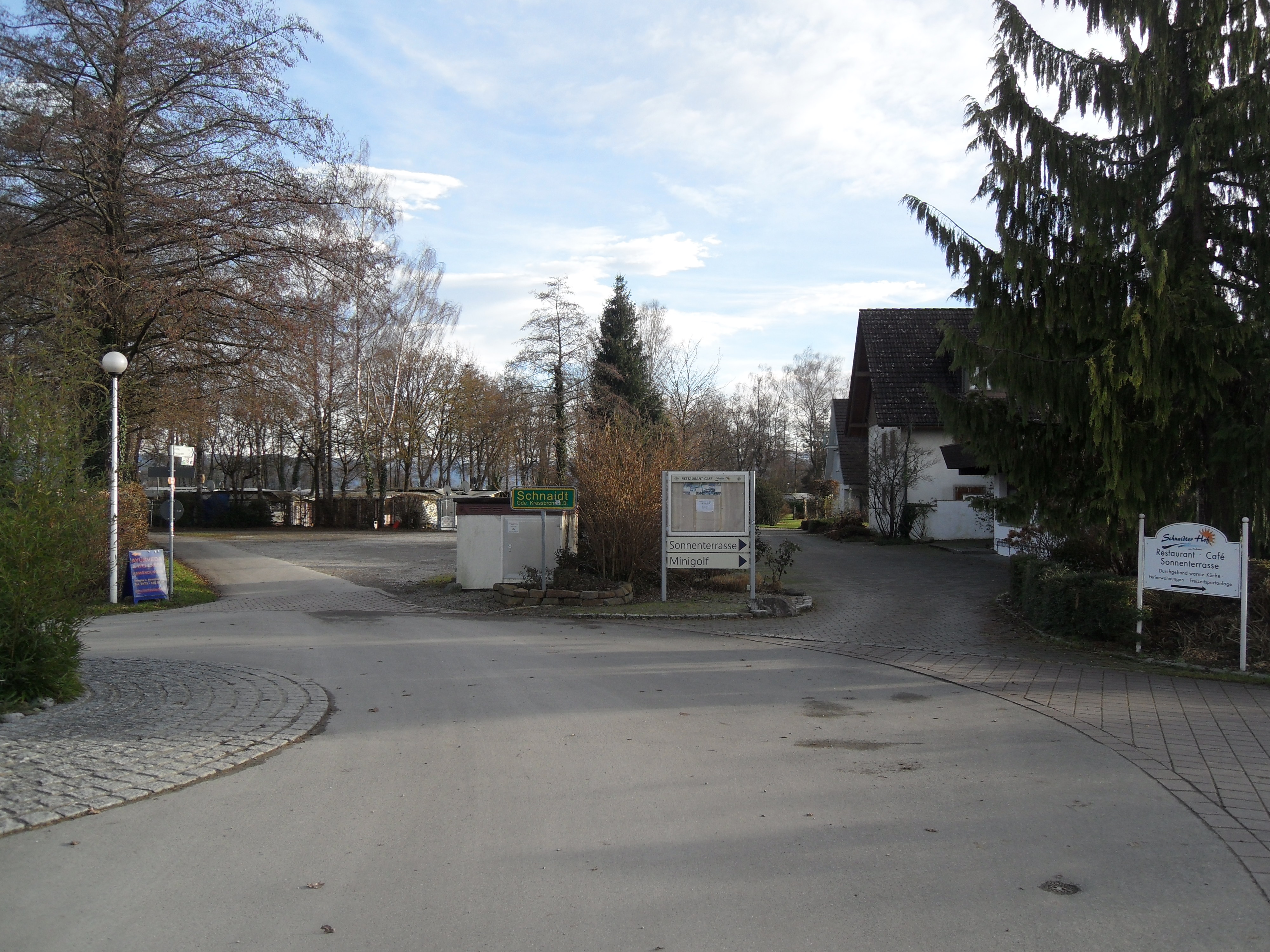
Schnaidt: rechts der Schnaidter Hof, links im Hintergrund Ausläufer des Campingplatzes

Als direkt am See liegende Ortschaft ist Schnaidt auch Station des Bodensee-Radwegs, des Radfernwegs D-Route 8 und des Bodensee-Rundwegs.